# Penetrantia sileni
Penetrantia sileni är en mossdjursart som beskrevs av Jacqueline A. Soule 1950. Penetrantia sileni ingår i släktet Penetrantia och familjen Penetrantiidae. Inga underarter finns listade i Catalogue of Life.